# Investec
Investec er en britisk-sydafrikansk bankkoncern. Den er børsnoteret på London Stock Exchange og Johannesburg Stock Exchange.
Investec blev etableret som et mindre leasing- og finansieringsselskab i 1974 i Johannesburg, Sydafrika, af Larry Nestadt, Errol Grolman og Ian Kantor.